# Park Dong-jin
Đây là một tên người Triều Tiên, họ là Park.
Park Dong-jin (tiếng Hàn: 박동진; sinh ngày 10 tháng 12 năm 1994) là một cầu thủ bóng đá Hàn Quốc thi đấu ở vị trí hậu vệ cho FC Seoul.